# Barbara Harel
Barbara Harel (Nantes, 5 de mayo de 1977) es una deportista francesa que compitió en judo. Ganó cuatro medallas en el Campeonato Europeo de Judo entre los años 2000 y 2008.

## Palmarés internacional
| Campeonato Europeo | Campeonato Europeo  | Campeonato Europeo | Campeonato Europeo |
| Año                | Lugar               | Medalla            | Categoría          |
| ------------------ | ------------------- | ------------------ | ------------------ |
| 2000               | Breslavia (Polonia) | Medalla de oro     | –57 kg             |
| 2001               | París (Francia)     | Medalla de bronce  | –57 kg             |
| 2006               | Tampere (Finlandia) | Medalla de oro     | –57 kg             |
| 2008               | Lisboa (Portugal)   | Medalla de bronce  | –57 kg             |